# Třída Dattilo

Třída Dattilo je třída oceánských hlídkových lodí italské pobřežní stráže. Mezi její hlavní úkoly patří kontrola imigrace, kontrola rybolovu, likvidace znečištění a požárů, nebo mise SAR. Celkem byly postaveny dvě jednotky této třídy.

## Pozadí vzniku
Obě dvě jednotky této třídy postavil italský koncern Fincantieri v neapolské loděnici Castellammare di Stabia.
Jednotky třídy Dattilo:
| Jméno                        | Spuštění na vodu  | Uvedena do služby | Poznámka |
| ---------------------------- | ----------------- | ----------------- | -------- |
| ICG Luigi Dattilo (CP 940)   | 20. prosince 2012 | 2013              | aktivní  |
| ICG Ubaldo Diciotti (CP 941) | 16. července 2013 | 2014              | aktivní  |

## Konstrukce

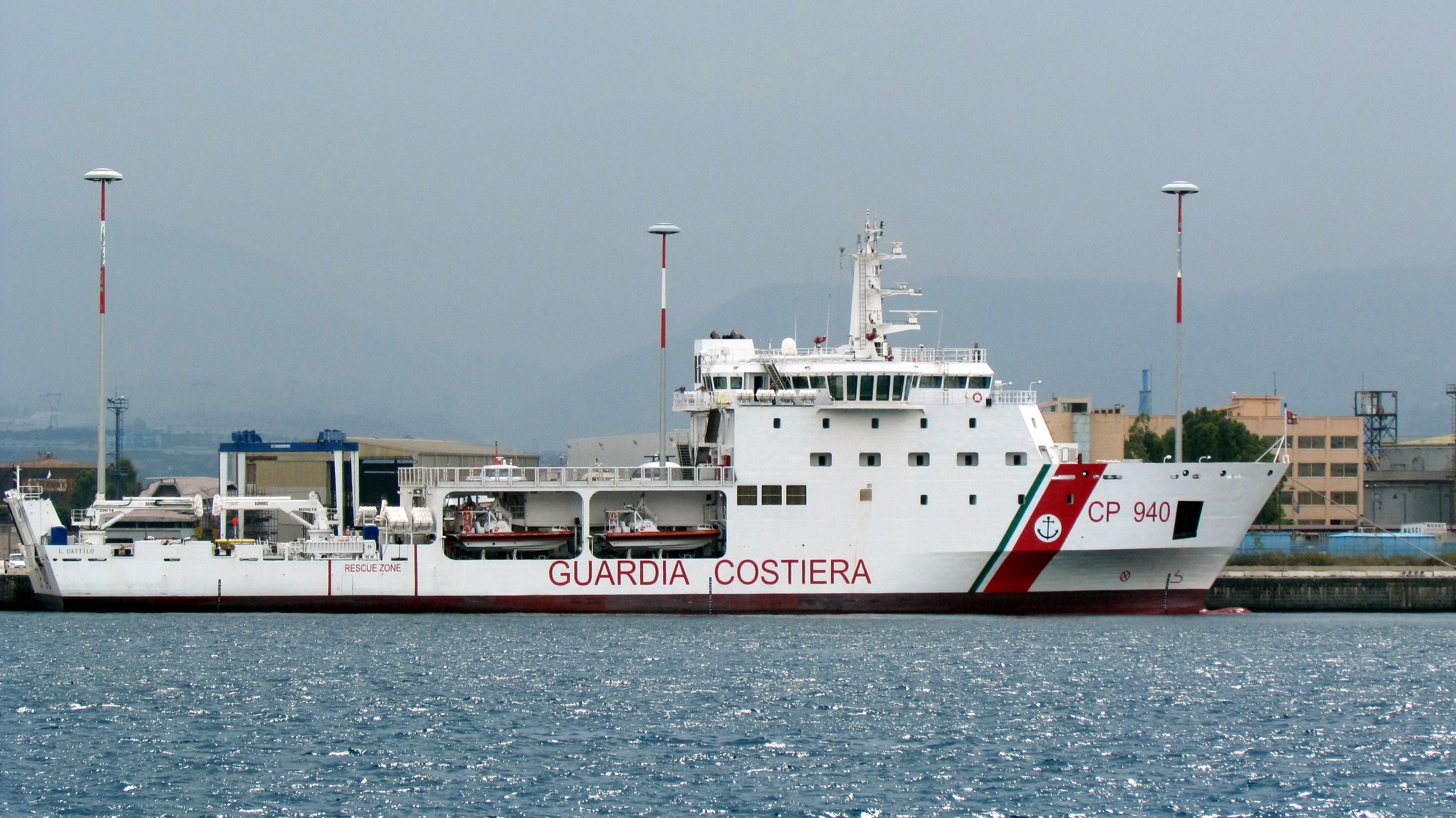
Dattilo (CP 940)

Posádku tvoří 38 námořníků, přičemž na palubě jsou kajuty ještě pro 12 techniků a dalších 60 osob. Nouzově se na palubu krátkodobě vejde až 600 osob. Jsou vybaveny radarem Kelvin Hughes Sharp Eye a čtyřmi rychlými čluny RHIB. Na zádi je přistávací plocha pro vrtulník AB-212 nebo AW139. Hybridní pohonný systém využívá elektromotory Seastema Fincantieri/ABB. Nejvyšší rychlost dosahuje 18 uzlů. Dosah je 3000 námořních mil.